# Helena Skirmunt
Helena Skirmunt znana też jako Helena Skirmuntówna, Helena Skirmuntowa, Helena Skirmuntt (ur. 5 listopada 1827 w Kołodnem, zm. 1 lutego 1874 w Amélie-les-Bains) – polska rzeźbiarka, malarka, uczestniczka powstania styczniowego, zesłaniec.

## Życiorys
Urodziła się 5 listopada 1827 roku w rodzinie ziemiańskiej w Kołodnem koło Pińska. Córka pińskiego marszałka powiatowego Aleksandra Skirmunta i Hortensji z Ordów – siostry Napoleona Ordy.
Od dzieciństwa interesowała się malarstwem, rzeźbą i folklorem. Pobierała lekcje malarstwa u Wincentego Dmochowskiego w Wilnie. Studiowała malarstwo u Wilhelma Krause w Berlinie i u Karla Vogel von Vogelsteina w Dreźnie. Podróżowała po Europie. W 1848 została żoną ziemianina Kazimierza Skirmunta. Zamieszkała z mężem w majątku Kołodne. Mieli czworo dzieci: Stanisława, Irenę, Konstancję i Kazimierę. W swoich dobrach otaczała opieką wiejskie szkółki i dbała, aby nauczano tam języka polskiego. Interesowała się życiem ludu wiejskiego i popierała uwłaszczenie chłopów.
W majątku Kołodne malowała portrety członków rodziny, pobliskiej szlachty i obrazy religijne. Zaprojektowała architektoniczny ołtarz dla kościoła w Ochowie koło Pińska i z pomocą Konstantego Radyki odrestaurowała obrazy w kościele w Pińsku. W 1852 roku wyjechała w celach leczniczych za granicę. Podjęła studia rzeźbiarskie w Wiedniu, a potem w Rzymie. Po powrocie do kraju aktywnie zajęła się rzeźbiarstwem. W 1861 wykonała płaskorzeźbione herby Rzeczypospolitej (Korony, Litwy i Rusi). Wyrzeźbiła cztery krucyfiksy, jeden z nich znajdował się w kościele Podwyższenia Krzyża w Janowie Poleskim.
Wspierała powstanie styczniowe i działalność powstańczą Romualda Traugutta. W 1863 roku została aresztowana za próbę dostarczenia depeszy Trauguttowi. Skazano ją na zesłanie do Tambowa. Zwolniono w 1867 roku z zakazem powrotu do ojczyzny. Zamieszkała u teścia w Bałakławie na Krymie. Jej mąż założył tam winnice i zakład leczniczo – kąpielowy. Na Krymie kontynuowała pracę malarską i rzeźbiarską. Stworzyła cykl płaskorzeźb dawnych władców Litwy oraz kontynuowała pracę nad Szachami Polskimi, w których figury przedstawiały postacie z wyprawy króla Jana III Sobieskiego na Wiedeń. Swoje prace tworzyła w duchu polskiego nazarenizmu – kierunku w malarstwie pierwszej połowy XIX wieku, nawiązującego do klasycznej i idyllicznej stylistyki, eksponujący motywy religijne i patriotyczne.
W 1873 udała się na leczenie do Francji. Tam zmarła 1 lutego 1874 w Amélie-les-Bains. Jej prochy zostały sprowadzone z Francji i pochowane 2 października 1875 roku na cmentarzu w Pińsku.
Bronisław Zaleski w swojej książce „Z życia Litwinki” tak scharakteryzował Helenę Skirmunt.
„ …Jak z razu w walkach z trudnościami wewnętrznymi artystycznej natury, tak później wśród prób i prześladowań rozlicznych rosła duchem i piękniała coraz bardziej; gorąca wiara, miłość Ojczyzny i sztuki jak trzy złota pasma splatały się na ten żywot, miłosierdzia dla drugich i pokornego o sobie uczucia pełen, a kiedy pracą wewnętrzną doszła do całkowitego umiłowania rzeczy nieśmiertelnych, i wtenczas, z mądrością oceniając stosunki, potrzeby i położenie dziś nasze, w doczesnych nawet do Ojczyzny nadziejach, nie zachwiała się do końca; obok śladów artystycznych twórczości, zostawiła po sobie daleko więcej nad to bo szczytny prawdziwie wzór Polki – Chrześcijanki…”

## Wybrane prace artystyczne
- Typ Polonusa z gipsu (1853)
- Szachy Polskie, dwadzieścia figurek (1873)
- Giedymin płaskorzeźba z gipsu (1870)
- Mendog płaskorzeźba z gipsu (1870)
- Trzy Paschały woskowe oddane do kościołów w Pińsku Warszawie i Różynie na Ukrainie

### Portrety, malowidła, obrazy
- Portret Konstancji z Sulistrowskich Skirmunttowej (1845)
- Portret Sióstr Teofili i Zeonony Lubańskich (1850)
- Obraz N.P. Niepokalanego Poczęcia w kościele w Duksztach

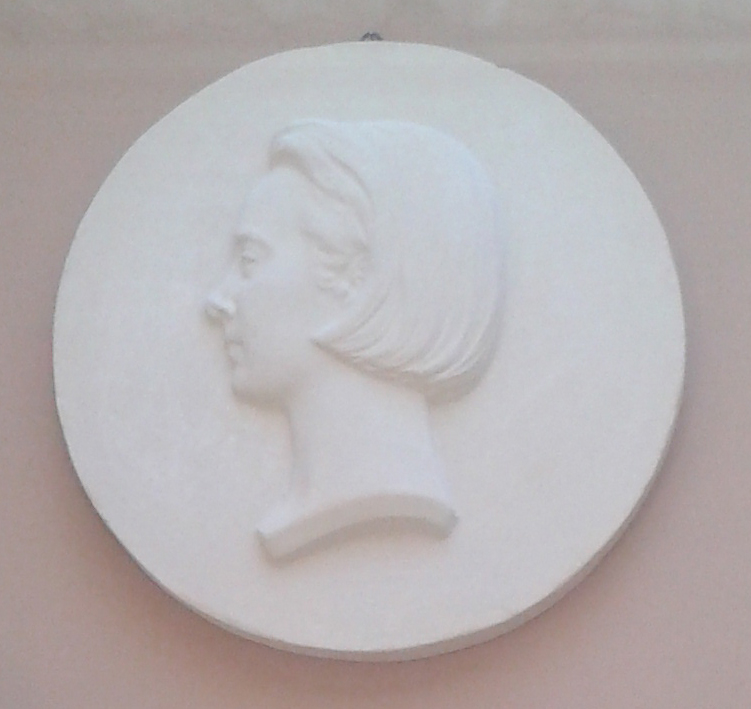
Autoportret Heleny Skirmunt
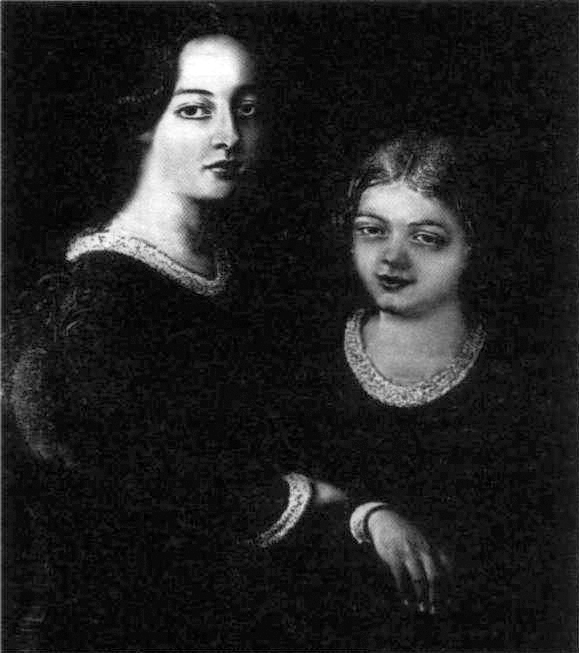
Portret Sióstr Teofili i Zeonony Lubańskich. Dzieło Heleny Skirmunt 1850
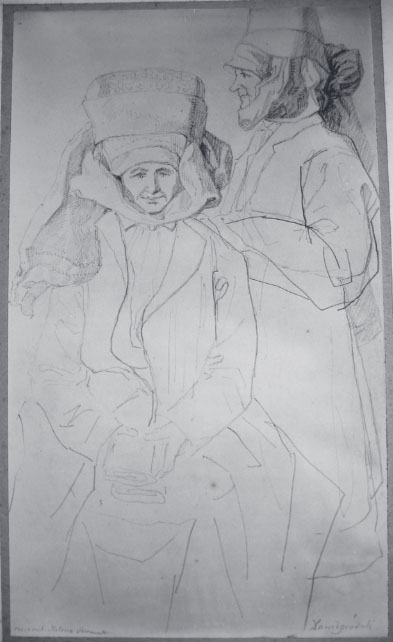
Chłopki z okolic Dawidgródka. Helena Skirmunt, 1855